# Malaxis massonii
Malaxis massonii là một loài thực vật có hoa trong họ Lan. Loài này được (Ridl.) Kuntze mô tả khoa học đầu tiên năm 1891.